# Jan Nepomuk Drašković z Trakošćanu
Jan Nepomuk Drašković z Trakošćanu (chorvatsky Ivan Nepomuk Drašković Trakošćanski, 17. září 1805, Záhřeb - 14. ledna 1856 tamtéž) byl chorvatský šlechtic, duchovní a mecenáš.

## Život
Jan Nepomuk Drašković se narodil v Záhřebu v roce 1805 jako syn hraběte Jiřího V. Draškoviće (1773 - 1849) a jeho manželky baronky Anny Orczyové (? - 1830).  Chorvatský národní buditel a politik, hrabě Janko Drašković (1770-1856) byl jeho strýc.
Jan Nepomuk Drašković získával vzdělání nejprve v Záhřebu a teologii studoval v Pešti.  Po absolvování biskupského semináře jej ostřihomský arcibiskup jmenoval knihovníkem v Trnavě a poté farářem v uherském Gürtu. 
Ze zdravotních důvodů odešel do důchodu na panství v Božjakovině.  V Brckovljani založil veřejnou školu, pro kterou vytvořil nadaci a ve své závěti jí daroval 5000 forintů.
V roce 1855 se Jan Nepomuk Drašković kvůli nemoci přestěhoval do Záhřebu, kde o rok později zemřel. Byl pohřben na hřbitově v Brckovljani.

## Odkaz
Různým dobročinným institucím ve své závěti odkázal 45 000 forintů (záhřebský chudobinec, klášter Milosrdných sester, výstavba nemocnice v Záhřebu atd.) a 10 000 forintů odkázal Matici ilirské na vydávání „dobrých a užitečných knih“, která od roku 1869 uděluje Cenu Nadace Jana Nepomuka hraběte Draškoviće.  